# Far de Pilsum
El Far de Pilsum (en alemany Pilsumer Leuchtturm) és un far construït al dic marítim a l'estuari de l'Ems al Mar de Wadden a Alemanya.
Va ser estrenat el 1890 i quedà efectiu fins a la Primera Guerra Mundial. El 1919 va ser posat definitivament fora de servei, com que el curs navegable del riu s'havia canviat i el far va perdre la seva utilitat. Després d'usos diversos, a l'inici dels anys 1970 la torre en desús era en estat ruïnós i es parlava d'enderrocament, com estava al dic vell que s'havia d'alçar. Fi 1972 va decidir-se la restauració i el 1973 el far va rebre els seus colors típics amb quatre barres vermelles sobre un fons groc.
El monument llistat ha esdevingut l'emblema de Pilsum, l'estiu en certs dies és obert al públic. També és reconegut com a extensió del servei del registre civil del municipi del Krummhörn per a celebrar cerimònies de casament. És un motiu estimat per a pintors o per a decorar tota mena de records.
El far va servir com escenari filmogràfic en algunes obres, entre d'altres la comèdia Otto - der Außerfriesische (1988) d'Otto Waalkes, on figura com a casa del protagonista, o en un episodi del 2003 de la sèrie televisiva policíaca Tatort, que des de 1970 és molt popular a Alemanya. S'ha tornat un nou focus elèctric, que projecta la llum terra endins, només per raons decoratives. També apareix a la novel·la detectivesca Die Gordum Verschwörung (La conspiració de Gordum) de Bernd Flessner.

## Història

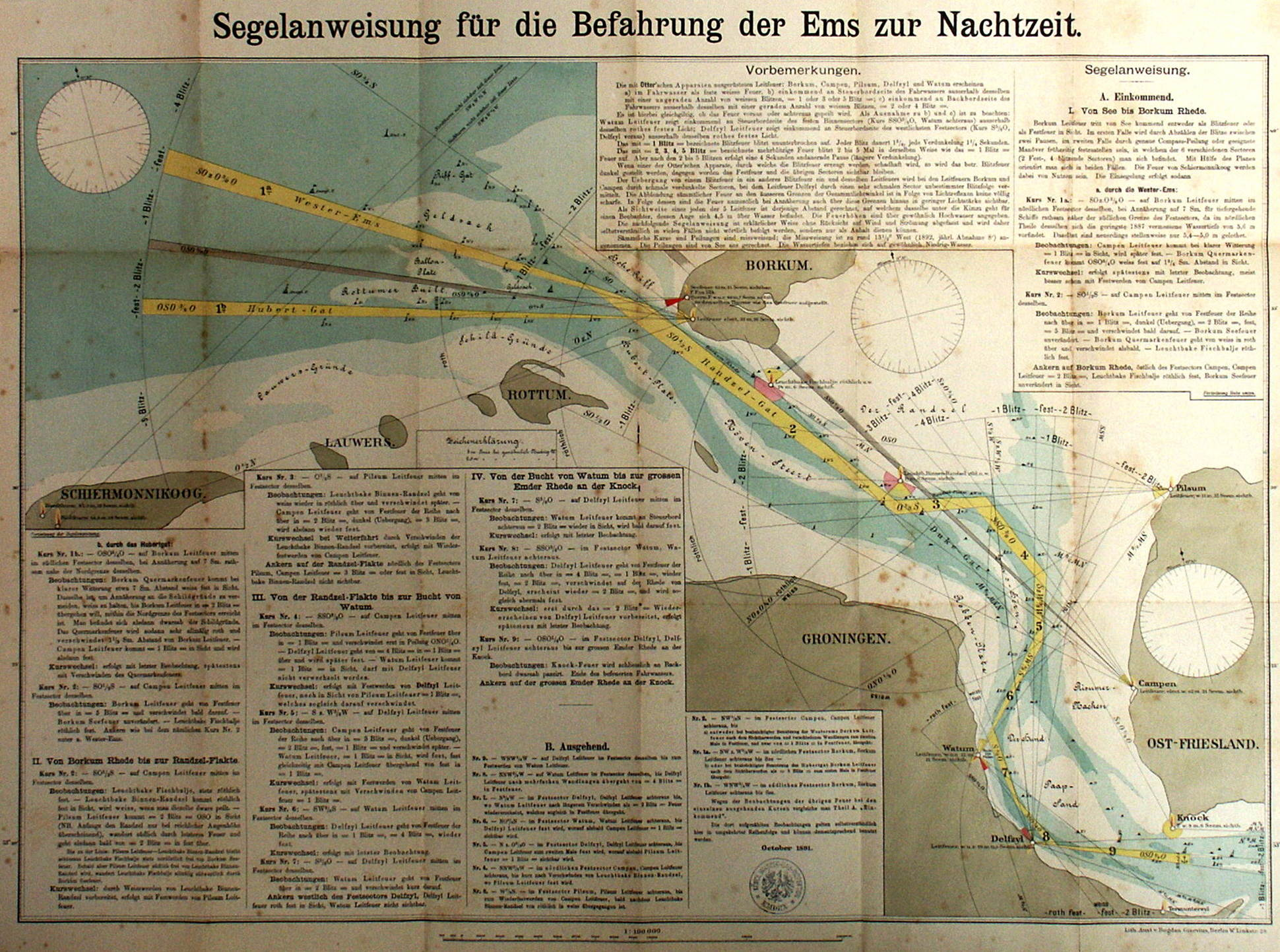
Instruccions per a la navegació nocturna a l'Ems del 1891

Els emperadors Guillem I i Guillem II de l'imperi de Prússia (creat el 1871) volien recuperar l'endarreriment de la jove nació al mar, en comparació amb els estats veïns dels Països Baixos, Dinamarca i Regne Unit amb la seva marina comercial i militar secular. La creació d'una sèrie de ports marítims al Mar del Nord i al Mar Bàltic i d'una indústria naval era un objectiu important per al desenvolupament econòmic i militar. També es feia més independent dels ports de Bremen, Lübeck i Hamburg que es trobaven aleshores en territori d'estats estrangers.
Des de l'eixample del port d'Emden (1881-1883) s'hi podien transbordar mercaderies de vaixells marítims a vaixells més petits per a la navegació interior. L'augmentació del trànsit necessitava un sistema de senyalització per tal de fer el port accessible la nit o amb poca visibilitat. Com que el riu Ems és fronterer, calia pactar amb els Països Baixos. Aleshores el sistema de senyalització marítima encara no era estandarditzat entre els estats riberencs del Mar del Nord i Bàltic (Hamburg, Bremen, Regne de Hannover, Regne d'Oldenburg i Prússia), una causa d'accidents freqüents. L'1 de març del 1883 Prússia i els Països Baixos van organitzar una conferència a Emden a la qual van decidir un pla de senyalització marítima per a l'estuari de l'Ems. El 1887, la cambra dels diputats va aprovar aquest projecte. Es van construir quatre fars, dos al marge neerlandès (Watum i Delfzijl) i tres al marge prussià (Campen, Pilsum i Borkum). Els fars a la riba neerlandesa van ser destruïts a la Segona Guerra Mundial.
Després de la primera guerra mundial va ser posat fora de servei. En un primer temps va conservar-se l'edifici en pensar que un dia encara podria tornar a tenir una utilitat. A poc a poc l'edifici va ser oblidat i va esqueixalar-se. Durant l'obra d'alçament dels dics el 1971-72 va desestabilitzar-se i tenia un declivi important, les plaques i l'estructura eren força oxidats. El director-general dels dics va ordenar la restauració el 17 d'octubre del 1972. El dic nou, dos metres més alt que l'anterior passa davant el far, i de l'anterior només va conservar-se la part que servia de fundació. El 1973 va rebre el seu pintat en grog i vermell (abans havia sigut vermell i més tard gris). Durant una segona fase de restauració el 1984 es van prendre diverses mesures de conservació, de les quals la principal va ser la reparació de l'estructura portadora del teulat, i la posa d'una nova cobertura de coure. Una manca de manteniment va accelerar el rovellament i el 1998 una nova restauració era necessari: va caldre una nova estructura portadora per al teulat. També les obertures de les escales van ser ampliats, per permetre l'obertura al públic del monument.

## Arquitectura
El far amb un diàmetre de 4,4 m i una alçada d'11 m va ser construït per la fàbrica de màquines Gutehoffnungshütte d'Oberhausen. Fixat en una fundació de formigó està l'esquelet sostenidor d'acer, cobert de plaques de xapa fixades amb reblons. El taulat és de coure. Té tres pisos, connectades amb una escales que seguia la forma circular de l'edifici. A l'origen, la planta baixa servia de dipòsit de materials, el primer pis com dormitori i despatx del guardià del far i el pis superior per al mateix far, amb la lent de Fresnel d'una alçada d'1,567 metre. Funcionava amb una llum de petroli. Com que aquesta dona una llum permanent, el ritme dels senyals lluminosos va ser reglat per una pantalla d'ofuscació, accionat per una mena de rellotgeria mecànica. A l'exterior de la planta superior hi havia un balcó circular per a poder netejar les finestres.